# Догмен
«Догмен» (фр. DogMan) — художественный фильм 2023 года французского режиссёра Люка Бессона с Калебом Лэндри Джонсом в главной роли. Получил противоречивые отзывы критиков.

## Сюжет
Полиция задерживает фургон со стаей собак внутри, за рулём которого сидит странный мужчина, одетый в женскую одежду. В заброшенном здании школы, где он жил, находят человеческие тела. В дальнейшем в ходе расследования и бесед мужчины с психиатром-криминалистом Эвелин постепенно раскрывается прошлое главного героя.
Мужчину зовут Дуглас. Отец и старший брат, содержавшие питомник для бойцовых собак, запирали его в клетке. Однажды, пытаясь защитить щенков от отца, Дуглас был ранен, потерял палец и возможность ходить. Позже его передали в приют, а его брат, через восемь лет вышедший из тюрьмы, в тот же день был убит собаками Дугласа. В приюте герой влюбился в Сальму, привившую ему любовь к театру. Когда Дуглас решился рассказать ей о своих чувствах, было слишком поздно: Сальма уже была замужем и ждала ребёнка.
Узнав, что власти намерены закрыть собачий приют, где он работал, Дуглас забрал всех животных и поселился с ними в здании заброшенной школы. Он нашёл работу в кабаре, где выступал в образах разных певиц. Параллельно Дуглас обучал собак, чтобы с их помощью красть драгоценности. Однажды за помощью к нему обратился мальчик, чью семью терроризировала банда Эльвердуго. Дуглас попытался надавить на главаря, используя своих собак, тот организовал нападение на его дом. Дуглас убил всех бандитов и попытался уехать на грузовике, но был задержан полицией.
Эвелин обещает Дугласу помощь. Когда она уходит, собаки сбегаются к полицейскому участку, чтобы освободить хозяина. Тот преодолевает боль в повреждённой спине, чтобы выйти к церкви и сказать Богу, что он готов. После этого Дуглас падает и, по всей видимости, умирает, окружённый собаками.

## В ролях
- Калеб Лэндри Джонс — Дуглас
- Джоджо Т. Гиббс — Эвелин
- Клеменс Шик — Майк Манроу
- Ирис Бри — мать Дугласа
- Кристофер Денэм — Акерман
- Том Лееб — Картер
- Мариса Беренсон — аристократка

## Создание и оценки
Проект был анонсирован в начале 2022 года и стал первой лентой Люка Бессона после трёхлетнего перерыва. Бессон выступил в роли режиссёра, продюсера и автора сценария. Съемки, начавшиеся в мае того же года, проходили на территории ЕС и США. Главную роль сыграл Калеб Лэндри Джонс.
Первый показ картины (закрытый) состоялся в феврале 2023 года на 73-м Берлинском кинофестивале. 19 апреля того же года «Догмен» должен был выйти в международный прокат, но релиз перенесли из-за участия картины в основном конкурсе кинофестиваля в Венеции. Его показали 31 августа 2023 года. Картина претендовала на «Золотого льва».
Отзывы критиков были противоречивыми. Кэтрин Брей в рецензии для The Guardian назвала «Догмана» «самым нелепым фильмом, который вы увидите в этом году, а может быть, и вообще когда-либо». Питер Брэдшоу оценил фильм на три звезды из пяти, назвав его странным, но хорошо снятым и забавным. Кинокритики из Radio France раскритиковали сюжет за обилие клише и отсутствие связности сюжета, Жан-Люк Вахтхаузен из Le Point счёл картину «волнующей и сдерживающей свои обещания».
Андрей Плахов оценил «Догмена» на 9 баллов из 10, Тамара Ходова — на 7 баллов, Зинаида Пронченко — на 1 балл. Станислав Зельвенский после премьеры написал: «Бессон король категории „так плохо, что хорошо“». По мнению Андрея Плахова, «Догмен» — «кино, начисто лишенное интеллектуальных претензий и обращённое исключительно к зрительским эмоциям», но при этом «лучший фильм позднего периода» Бессона.
На сайте-агрегаторе отзывов Rotten Tomatoes «Догмен» получил рейтинг 59 % при средней оценке 5,5/10. На сайте Metacritic его оценили на 45 балло из 100.